# Baço acessório
Um baço acessório é um pequeno nódulo de tecido esplênico encontrado em algumas pessoas na vizinhança do baço, especialmente no ligamento gastrolienal e omento maior. Os baços acessórios podem ser isolados ou conectados ao baço por finas bandas de tecido esplênico. Eles variam em tamanho, desde o tamanho de um ervilha até o tamanho de uma ameixa.
Um baço acessório é uma pequena porção de tecido esplênico que está separada do baço principal. Esse fenômeno é relativamente comum, ocorrendo em cerca de 10-30% da população. Geralmente, os baços acessórios são assintomáticos e encontrados incidentalmente em exames de imagem, como ultrassonografias, tomografias computadorizadas ou ressonâncias magnéticas.

## Características

### Localização:
Os baços acessórios podem ser encontrados em várias localizações no abdômen, geralmente perto do baço principal. As localizações comuns incluem:
1. Hilo     esplênico: Próximo ao ponto onde os vasos     sanguíneos entram e saem do baço principal.
2. Ligamento     esplenorrenal: Entre o baço e o rim     esquerdo.
3. Ligamento     gastrosplênico: Entre o estômago     e o baço.
4. Omento     maior: A dobra de tecido que cobre e protege os órgãos abdominais.
5. Cauda     do pâncreas: A extremidade do pâncreas     mais próxima ao baço.
6. Mesentério:     O tecido que fixa o intestino     à parede abdominal.
7. Pelvis:     Embora raro, pode ocorrer.

Essas localizações refletem a origem embriológica do baço e o seu desenvolvimento durante a gestação.

### Sintomas:
Os baços acessórios são geralmente assintomáticos, mas em alguns casos raros, podem causar sintomas. Aqui estão algumas situações em que um baço acessório pode gerar sintomas:
1. Dor     Abdominal: Se o baço acessório sofre torção (torsão) ou infarto, pode     causar dor abdominal aguda.
2. Esplenomegalia:     Em casos de esplenomegalia (aumento do baço principal), o baço acessório     também pode aumentar, contribuindo para desconforto ou dor abdominal.
3. Hemólise:     Em pacientes com doenças hematológicas, o baço acessório pode participar     da destruição excessiva de células sanguíneas, exacerbando os sintomas     dessas condições.
4. Complicações     Cirúrgicas: Durante cirurgias abdominais, um baço acessório pode ser     acidentalmente lesionado, levando a sangramento ou outras complicações.

### Tratamento:
O tratamento de um baço acessório depende da presença de sintomas ou complicações. Em muitos casos, nenhum tratamento é necessário. No entanto, em situações onde há sintomas ou risco de complicações, podem ser consideradas as seguintes opções:
1. Observação: Se o baço acessório é     assintomático e descoberto incidentalmente, geralmente não é necessário     nenhum tratamento. O acompanhamento regular pode ser suficiente.
2. Cirurgia: A remoção cirúrgica (esplenectomia) pode ser considerada nas seguintes     situações:
  - Sintomas Abdominais: Se o baço acessório causa      dor abdominal devido a torção (torsão) ou infarto.
  - Complicações Hematológicas: Em casos de doenças      hematológicas onde o baço acessório contribui para a destruição excessiva      de células sanguíneas.
  - Planejamento de Cirurgia      Abdominal:      Se o baço acessório for identificado antes de uma cirurgia abdominal      planejada e houver risco de complicações durante a operação.
3. Embolização Arterial: Em alguns casos, a     embolização da artéria que supre o baço acessório pode ser uma alternativa     à cirurgia. Este procedimento é minimamente invasivo e pode ser realizado     para reduzir o fluxo sanguíneo para o baço acessório,     causando sua regressão.
4. Tratamento de Complicações: Se houver complicações     como abscesso ou ruptura,     pode ser necessário um tratamento específico, como drenagem ou intervenção     emergencial.

## Baço acessório intra pancreático
O baço acessório é uma alteração congênita causada por uma falha no desenvolvimento embriológico do tecido esplênico, com incidência aproximada de 10% na população em geral. Em 16% dos casos, este tecido localiza-se no segmento caudal do pâncreas.
O baço acessório intra pancreático é uma afecção benigna e raramente causa sintomas. Sua grande importância resulta no fato de ser um diagnóstico diferencial de tumores neuro endócrinos pancreáticos, mas com terapias e prognóstico completamente distintos.
O presente caso descreveu um achado incidental de exame radiológico, que mimetizou tumor pancreático neuroendócrino.

### Caso:
Mulher de 79 anos, assintomática, em seguimento de hepatite C crônica, ao realizar ultrassonografia de abdome de rotina apresentou achado incidental de nódulo hipoecoico de 10mm de diâmetro em cauda pancreática. Exame físico sem alterações e exames laboratoriais dentro da normalidade, inclusive CA19.9.
A ressonância magnética de abdome confirmou o achado de lesão nodular de 12mm em cauda pancreática, hipointenso em T1, hiperintenso em T2 e com realce após a infusão de contraste.